# Big Lucky Carter
Levester „Big Lucky“ Carter (* 10. Februar 1920 in Weir, Mississippi, USA; † 24. Dezember 2002 in Memphis, Tennessee, USA) war ein US-amerikanischer Blues-Gitarrist, Sänger und Songwriter.

## Biografie
Als Heranwachsender spielte Carter Spirituals auf dem Klavier seiner Großmutter. Während seines Militärdienstes im Zweiten Weltkrieg begann er Gitarre zu spielen. Als er nach Mississippi zurückkehrte, nahm er Unterricht bei den lokalen Musikern James Henry und Big Boy Anderson. 1949 trat er einer Band bei, in der auch der Pianist Lindbergh Nelson spielte, mit dem Carter von da an über fünf Jahrzehnte Musik machte. In Memphis schloss er sich im folgenden Jahr seinem Cousin an, dem Saxophonisten Ed „Prince Gabe“ Kirby; dessen Band „The Rhythmaires“ nannte sich später „The Millionaires“. Carter blieb acht Jahre lang bei der Band, die einige Aufnahmen für Sun, Savoy und andere Labels machte.
Im Januar 1957 nahmen Big Lucky Carter und Ed Kirby eine Session für Sun Records auf, aus der einige Veröffentlichungen hervorgingen. Carter leitete in den 1960er Jahren seine eigene Band, nahm aber weiterhin mit Kirby für Savoy, Westside und Bandstand USA auf. 1969 spielte er zwei Singles für Willie Mitchells M.O.C. Label ein, wobei er von Mitgliedern der Band von Al Green unterstützt wurde; Goofer Dust gilt als Carters bekanntester Song. Diese und zwei weitere Titel wurden ein Jahr später auf dem Album River Town Blues veröffentlicht. Er schrieb zwar weiterhin Songs und trat auf, wurde jedoch erst mit seinem Auftritt beim Burnley Blues Festival 1993 von einem breiteren Publikum wahrgenommen. Sein Debütalbum Lucky 13 erschien schließlich 1999 beim Label Blueside. Das französische Magazin „Soul Bag“ kürte Lucky 13 zur besten CD des Jahres, und die französische Académie du Jazz zeichnete Big Lucky Carter mit dem renommierten Prix Big Bill Broonzy aus.
In den Jahren 1997 bis 1999 drehte der französische Filmemacher Marc Oriol einen Dokumentarfilm mit dem Titel „Big Lucky Carter, le blues du survivant“ (Big Lucky Carter, der Blues des Überlebenden); der Film gewann beim Mediawave-Festival in Ungarn 2001 den Musikfilm-Sonderpreis, und Carter erhielt einen „Parallel Culture“-Preis für sein Lebenswerk. Carter tourte daraufhin zweimal durch Ungarn.
Big Lucky Carter starb am 24. Dezember 2002 in Memphis.